# Ужумедский-Грицевич, Николай Иванович
Николай Иванович Ужумедский-Грицевич (1822 − 27 сентября 1877 года) — российский архитектор. 33 года проработал в Нижнем Новгороде. Работал в стиле ранней эклектики.

## Биография
Николай Иванович прибыл в Нижний Новгород в 1841 году после окончания Училища гражданских инженеров. Сначала он служил в Губернском строительном комитете младшим инженером, а после закрытия комитета продолжил службу инженером Нижегородской строительной и дорожной комиссии. По долгу службы занимался инженерной защитой набережных и съездов, наблюдал за мощением булыжником улиц, набережных и площадей Нижнего, занимался ремонтом мостов, изучал причины разрушения башен и крепостных стен Желтоводского Макарьевского монастыря, в Арзамасе возводит плотину. Занимался засыпкой пруда Сарки в кремле, участвовал в создании городского телеграфа. В 1874 году получил должность губернского архитектора и переехал в Казань. Умер 27 сентября 1877 года.

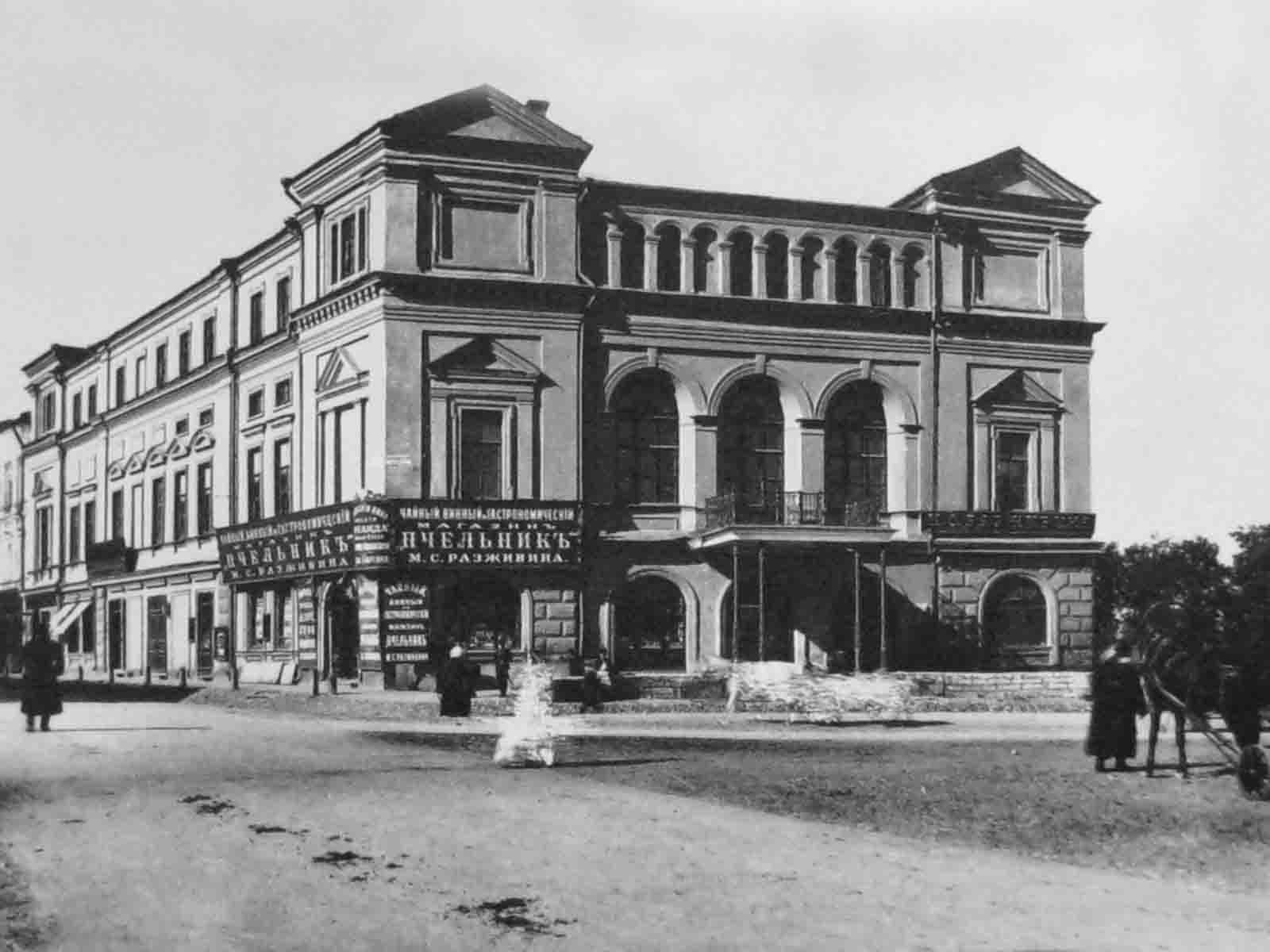
Дом Бугрова на Благовещенской площади. 1890-е годы

Будучи городовым архитектором, оставил в облике Нижнего Новгорода глубокий след. Работал в стиле ранней эклектики. Многие здания, построенные по проектам зодчего в Нижнем Новгороде, признаны памятниками истории и культуры регионального значения.
В 1852—1854 годах по проекту архитектора был построен доходный дом П. Е. Бугрова (ул. Большая Покровская, 1). На втором этаже дома находился городской театр. По мнению краеведа Н. И. Храмцовского, «архитектура этого дома легка и грациозна и напоминает манеру графа Растрелли». В 1904 году на этом месте возведено здание Городской думы.

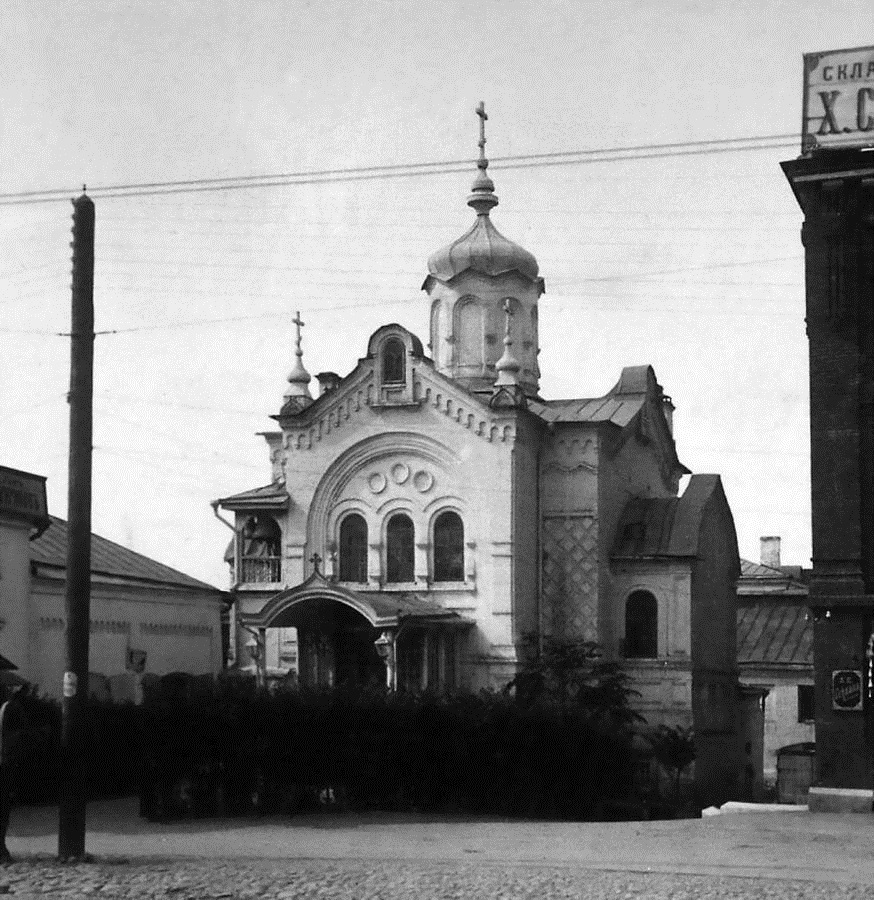
Церковь Николая Чудотворца Нижнепосадская

Одна из самых заметных работ архитектора — доходный дом И. Н. Соболева (ул. Рождественская, 40). Корпус общественных лавок «Скоба» (ул. Рождественская, 17) дал название месту, где он располагается. В 1850-х годах архитектор проектирует и строит доходные дома промышленникам П. Бугрову, братьям Блиновым, С. Бубнову, К. Мичурину, И. Соболеву и др. Застраивает Малую Покровскую улицу.
Наиболее заметные работы архитектора:
- Дом И. Н. Соболева
- Усадьба А. И. Костромина — А. Шушляева
- Лабазы Ф. Н. Гущина
- Корпус общественных лавок (дом Торсуева)
- Торговый дом Скоба
- Доходный дом Блиновых
- Дом А. Д. Улыбышева
- Дом Виноградовых
- Храм Святителей Московских
- Церковь Николая Чудотворца Нижнепосадская
- Никольская церковь в селе Нестиары Воскресенского района.

## Сохранившиеся здания

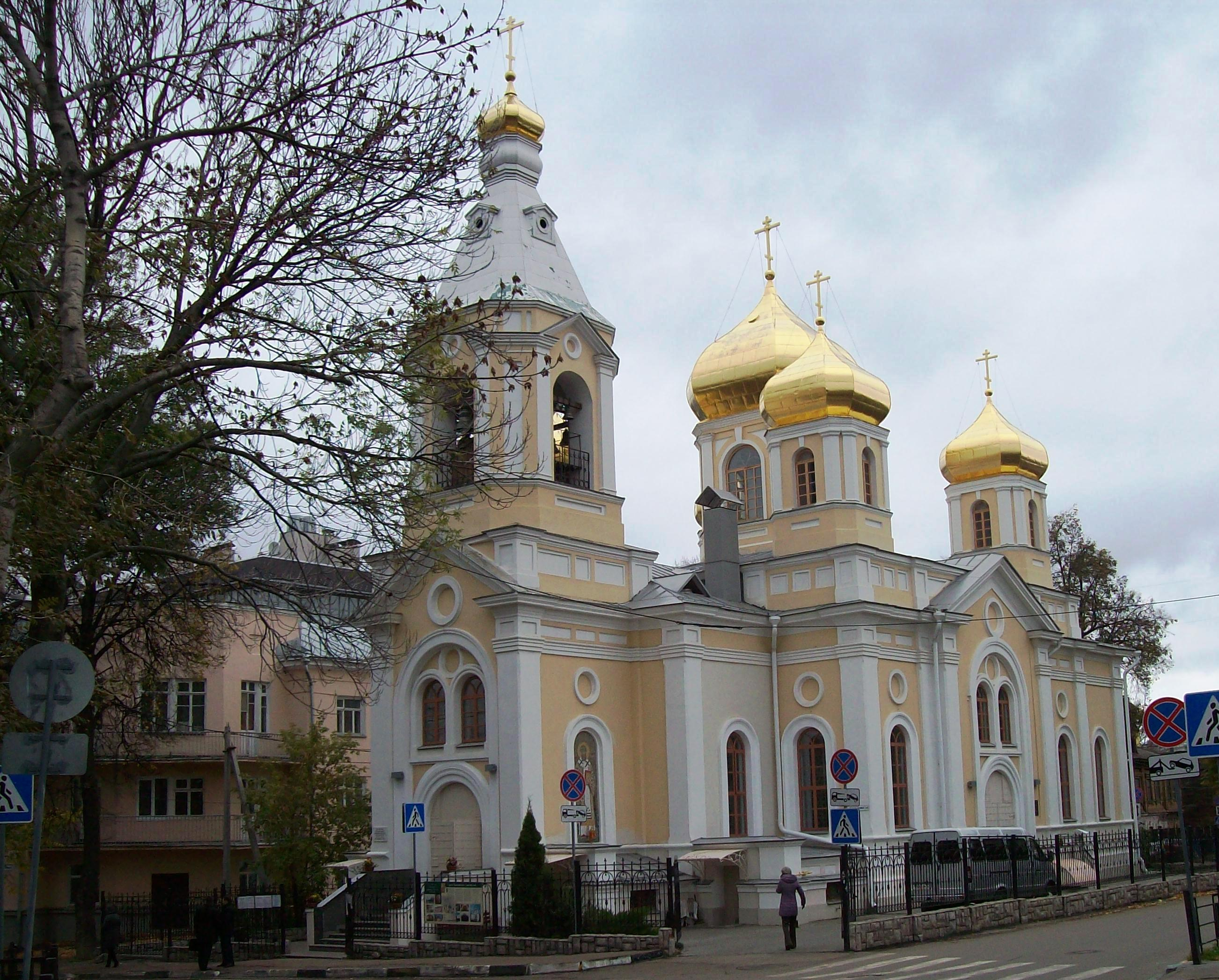
Церковь Святителей Московских, (Короленко, 14)
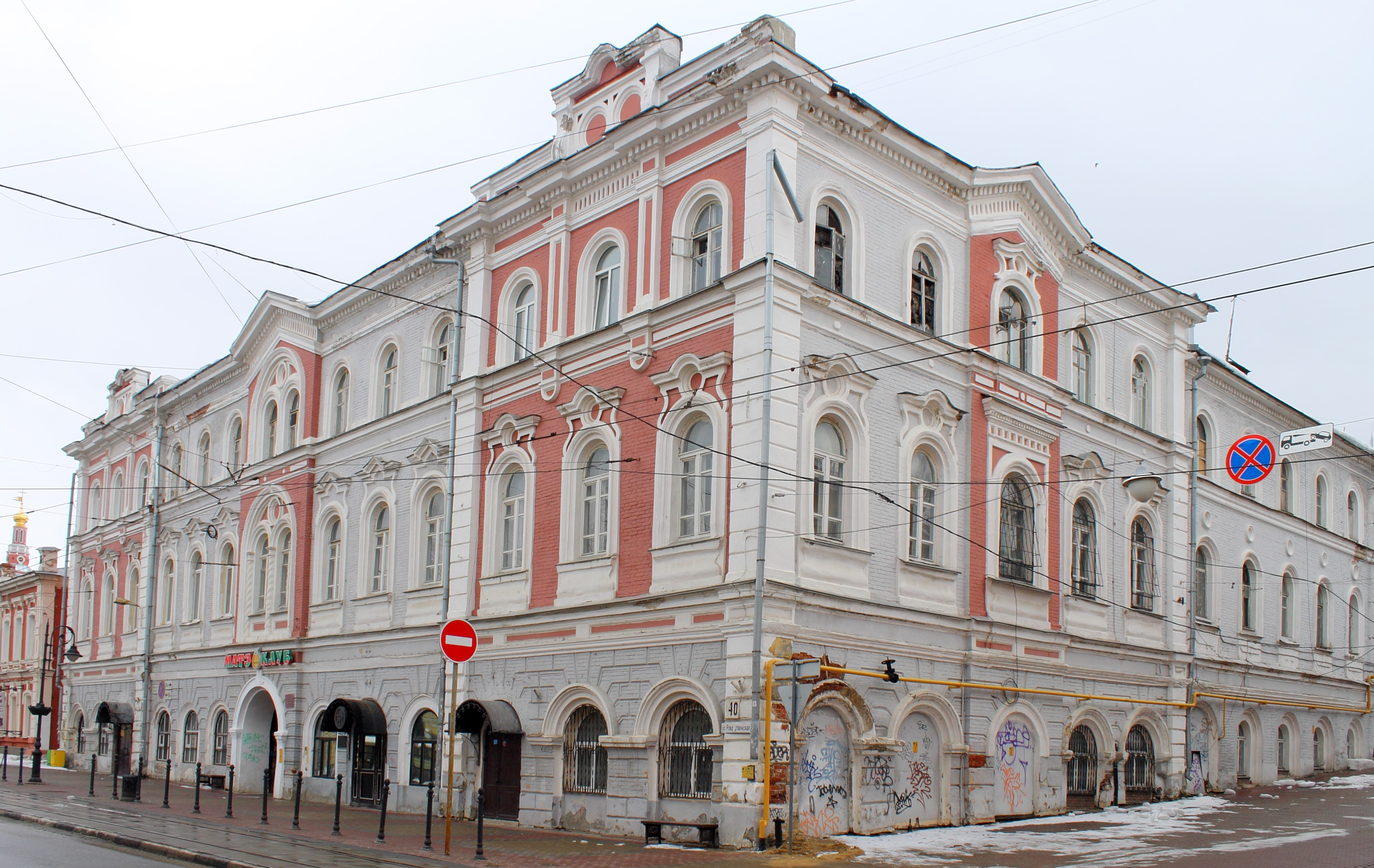
Дом И. Н. Соболева, (Рождественская улица, 40)
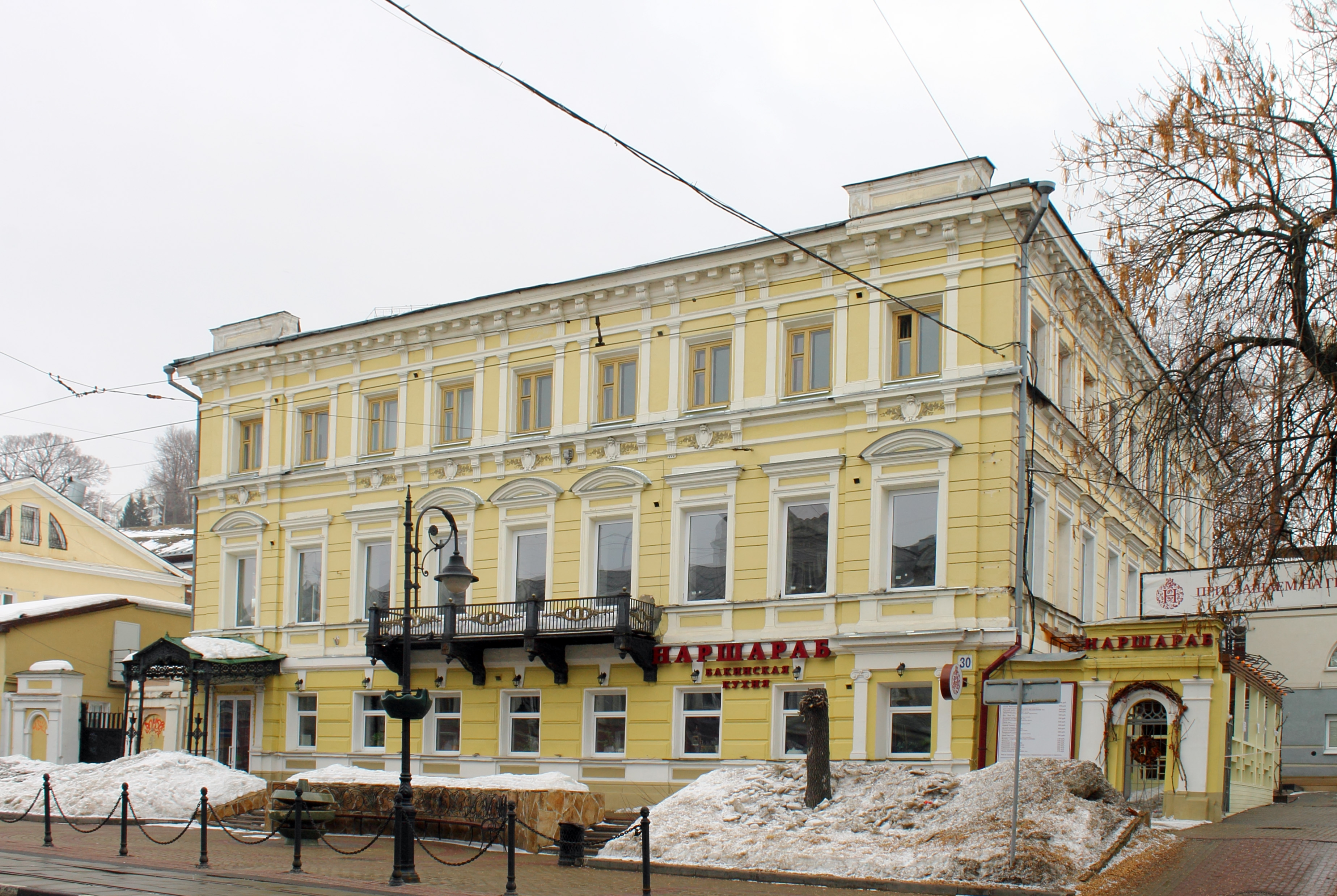
Усадьба А. И. Костромина — А. Шушляева (Рождественская улица, 30), главный дом
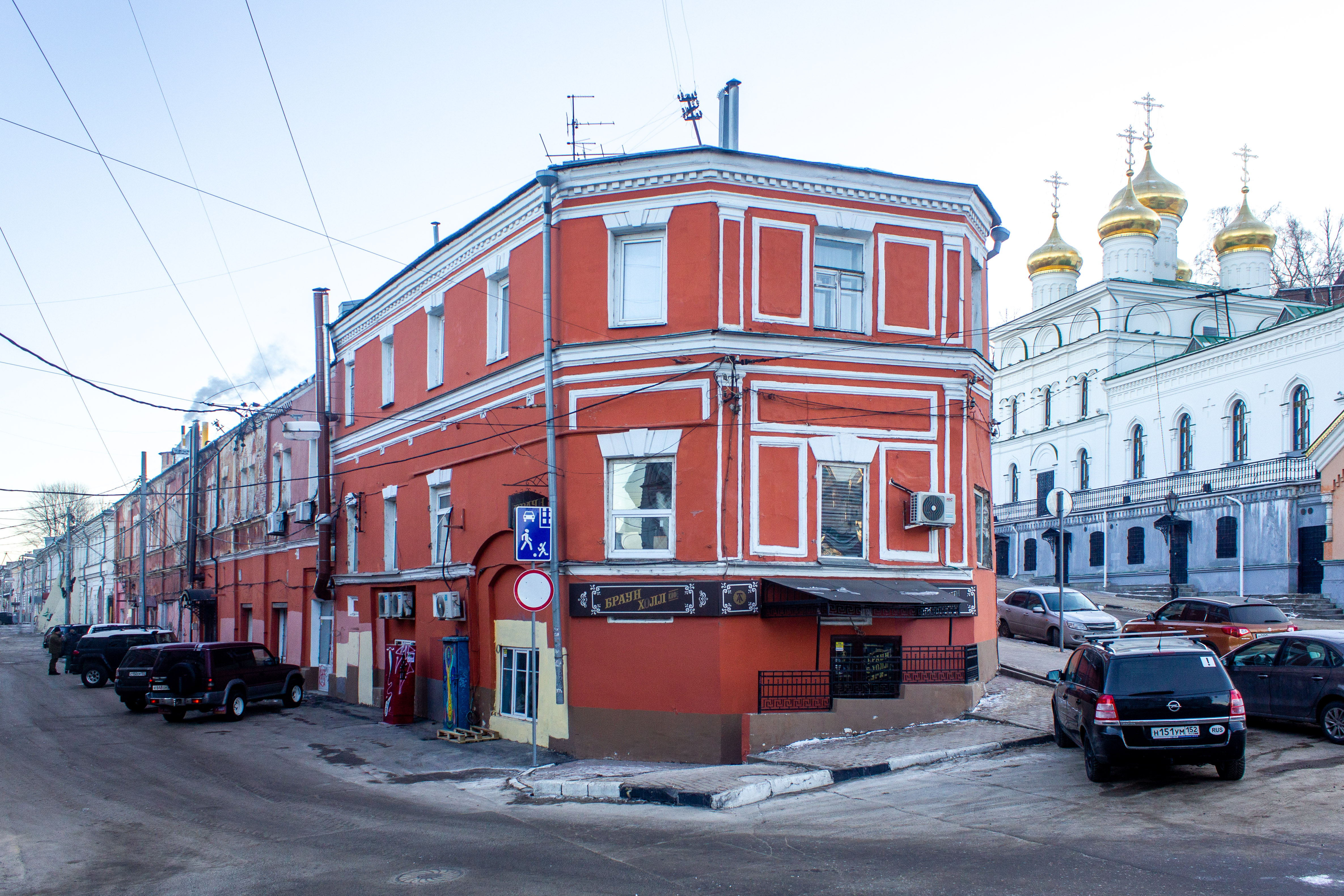
Торговые корпуса Ф. Н. Гущина (Ивановский съезд, 7; Рождественская улица, 3, 5, 9/18)
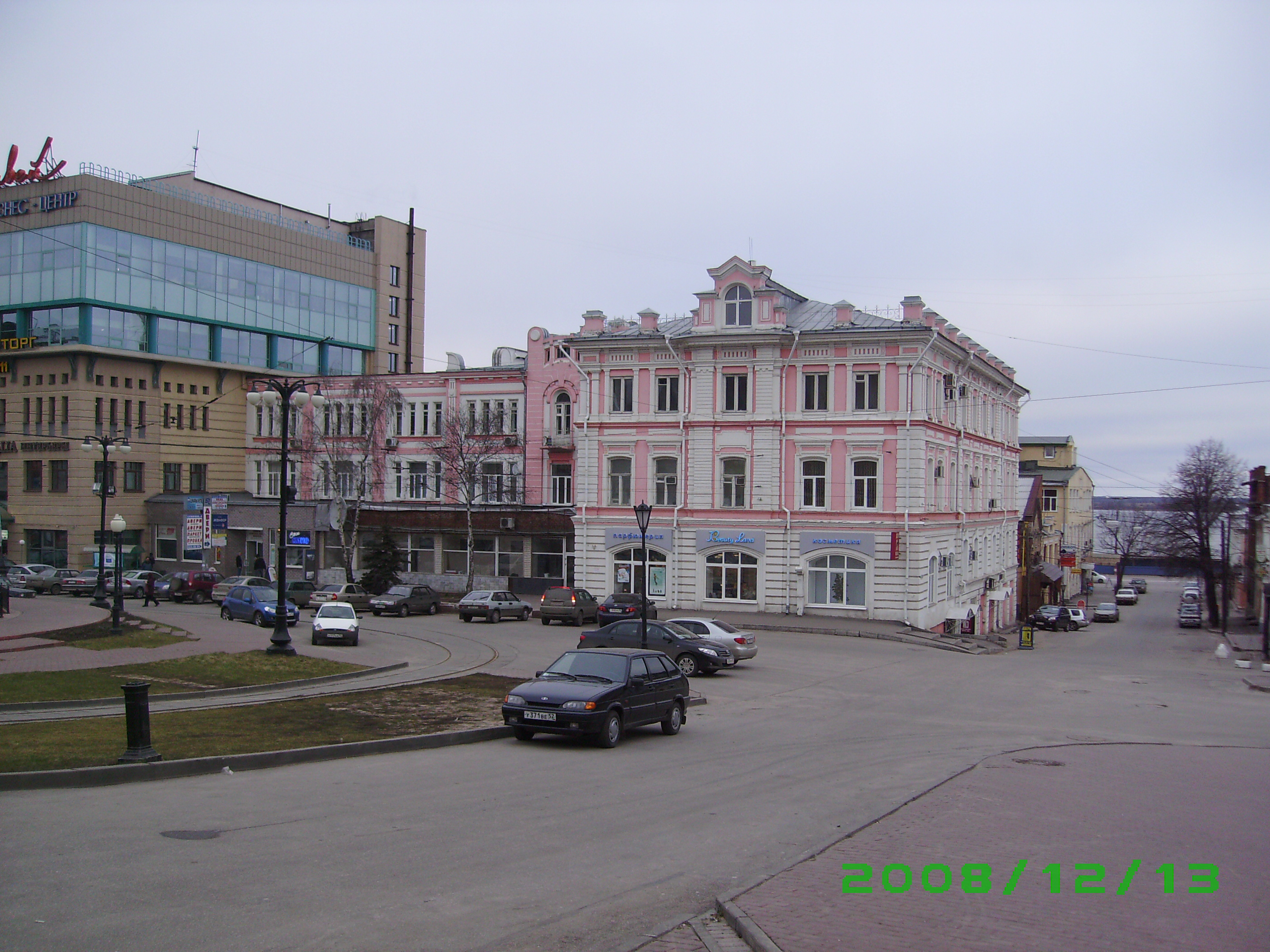
Корпус общественных лавок (дом Торсуева) (Рождественская, 13)
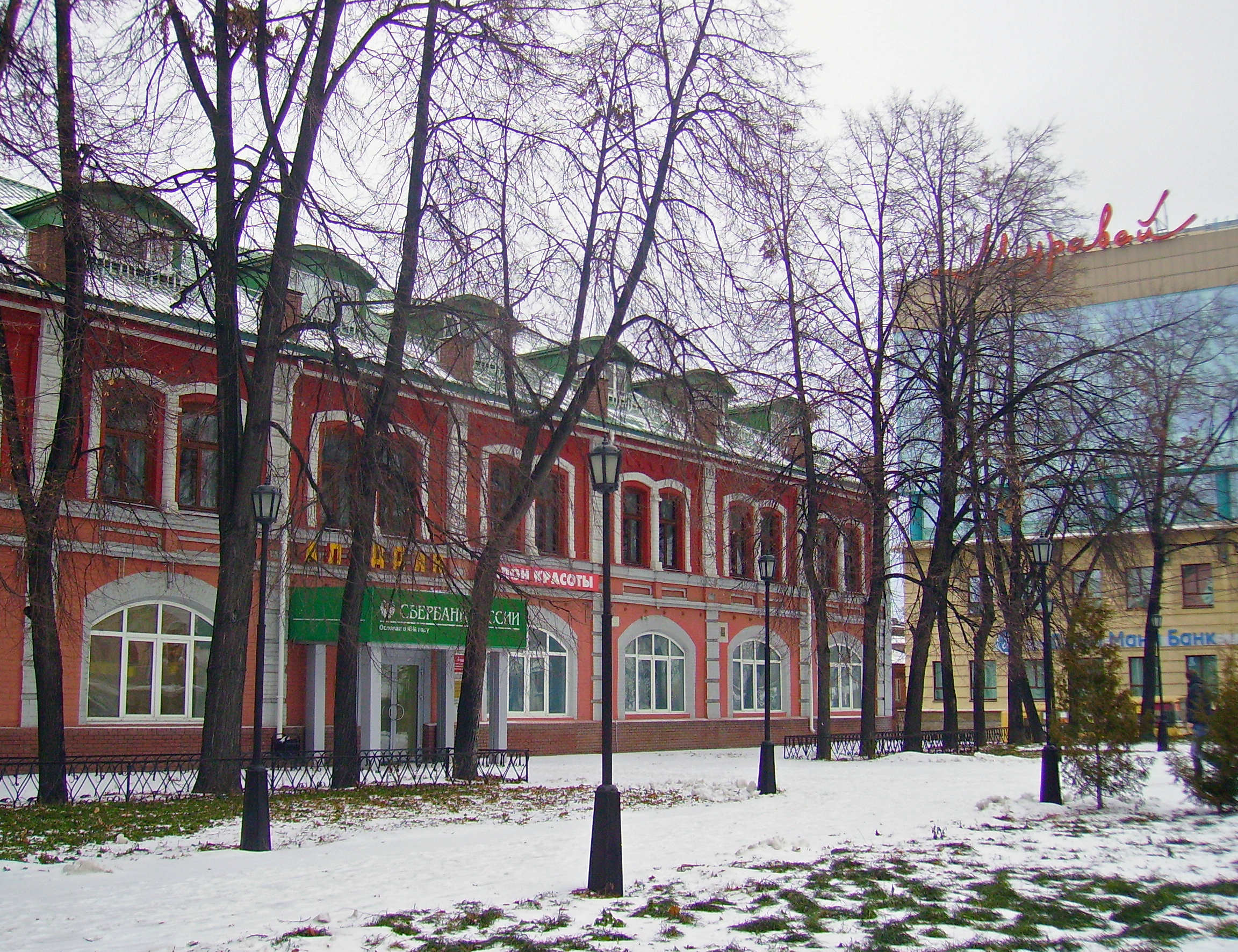
Торговый дом Скоба (Рождественская, 17)
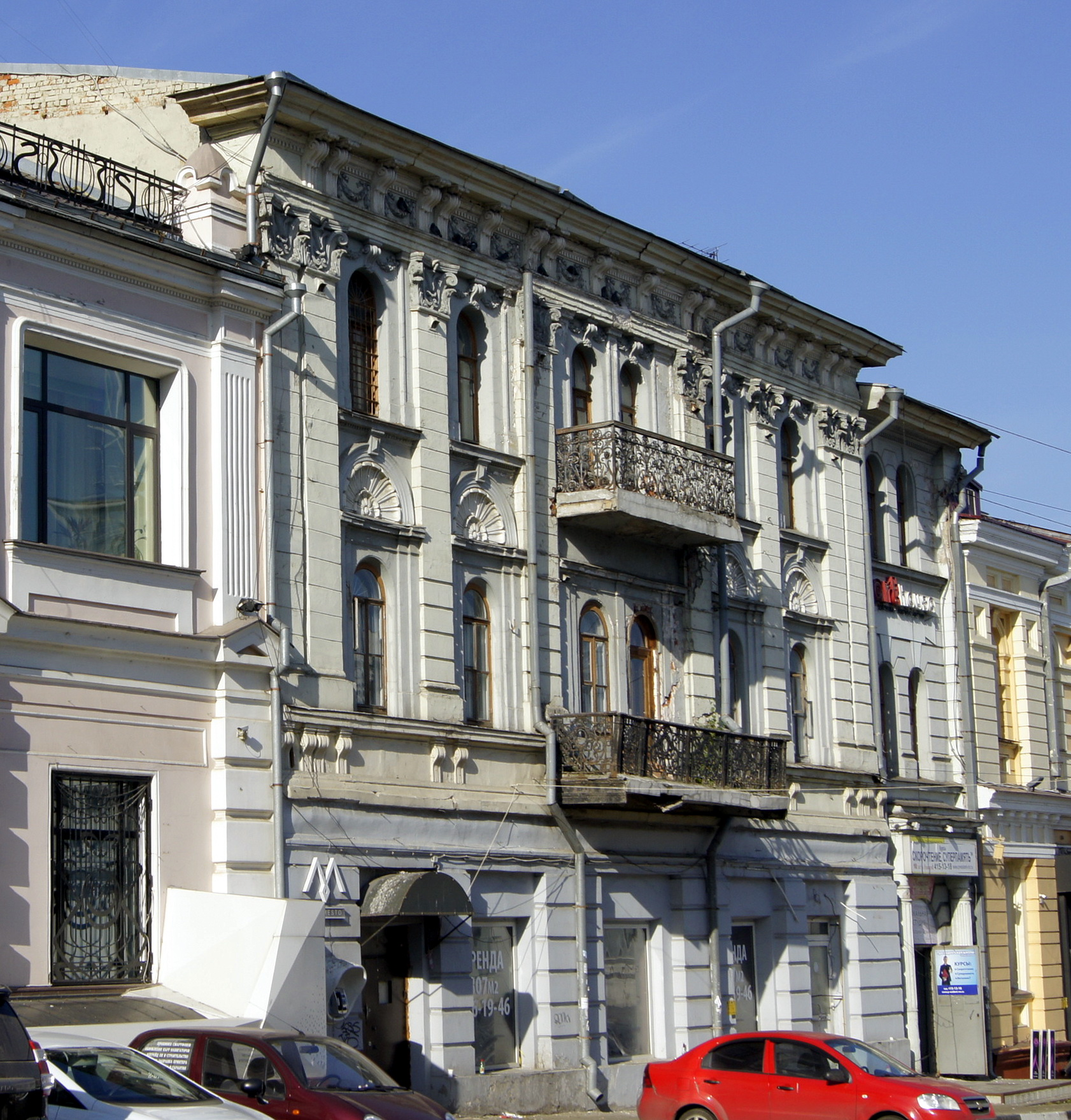
Доходный дом Блиновых (Рождественская, 35/5)
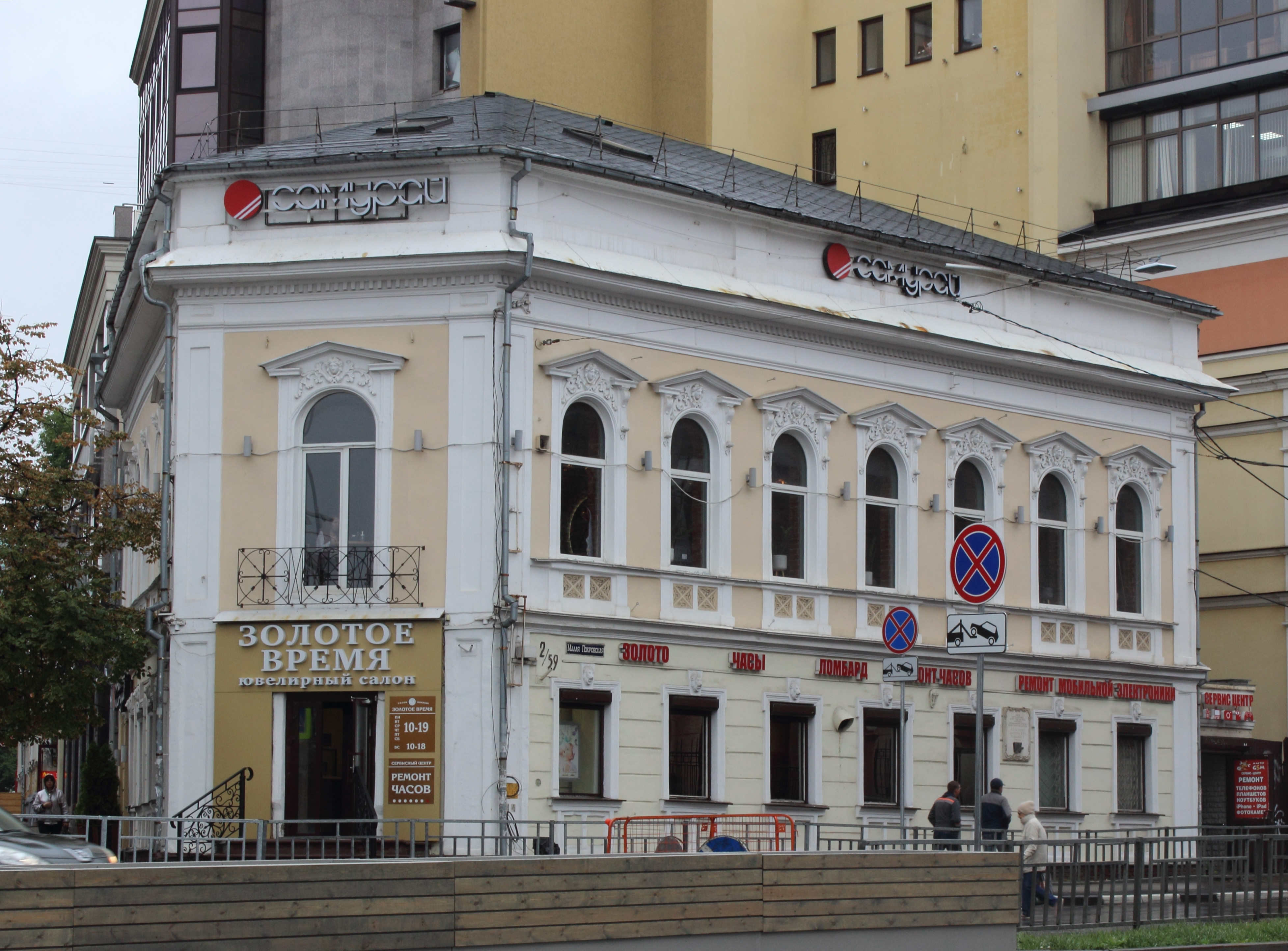
Дом А. Д. Улыбышева (Большая Покровская, 59/2)
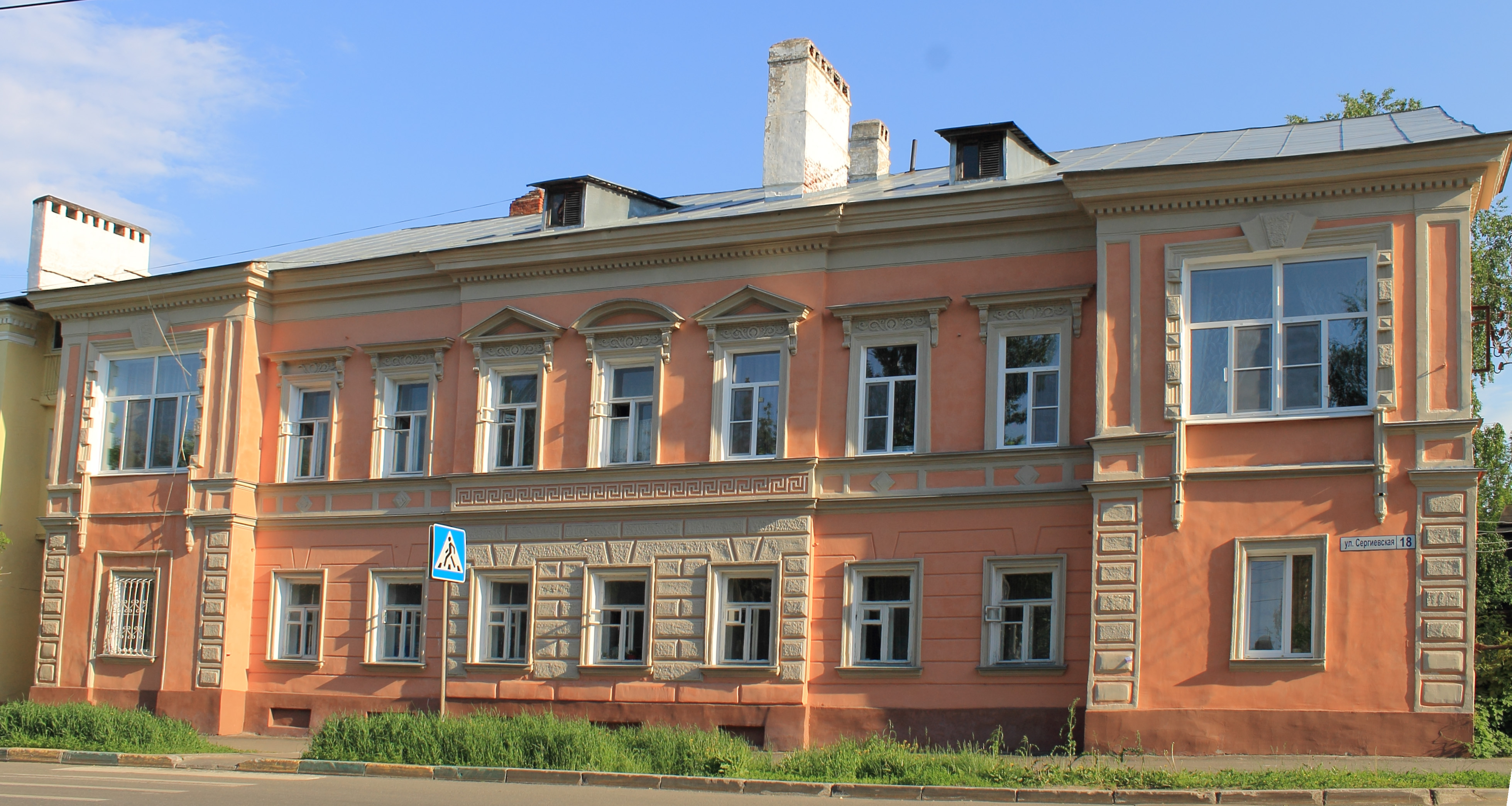
Дом Виноградовых (Сергиевская, 18)
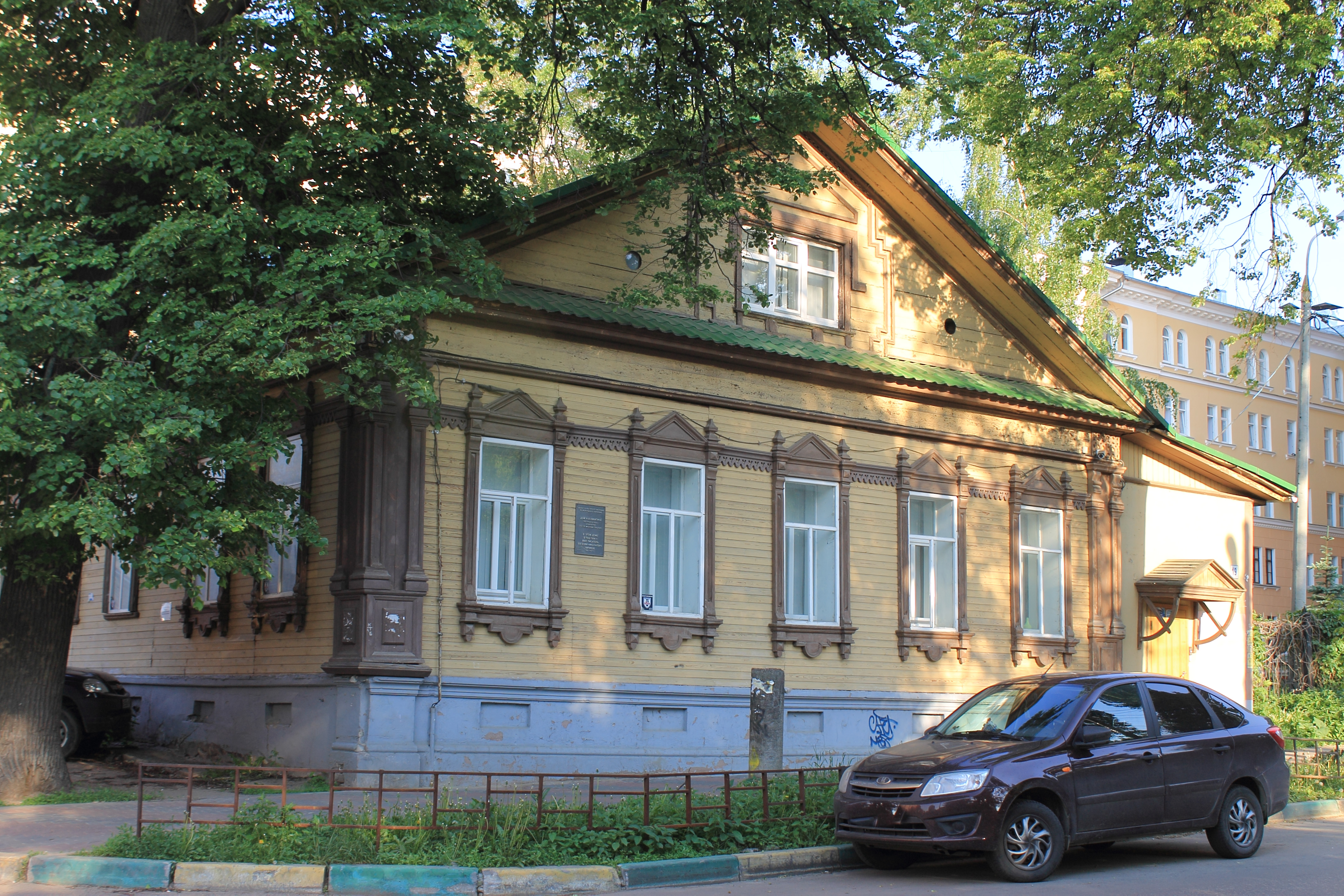
Дом А. А. Никитина (Гоголя, 19)
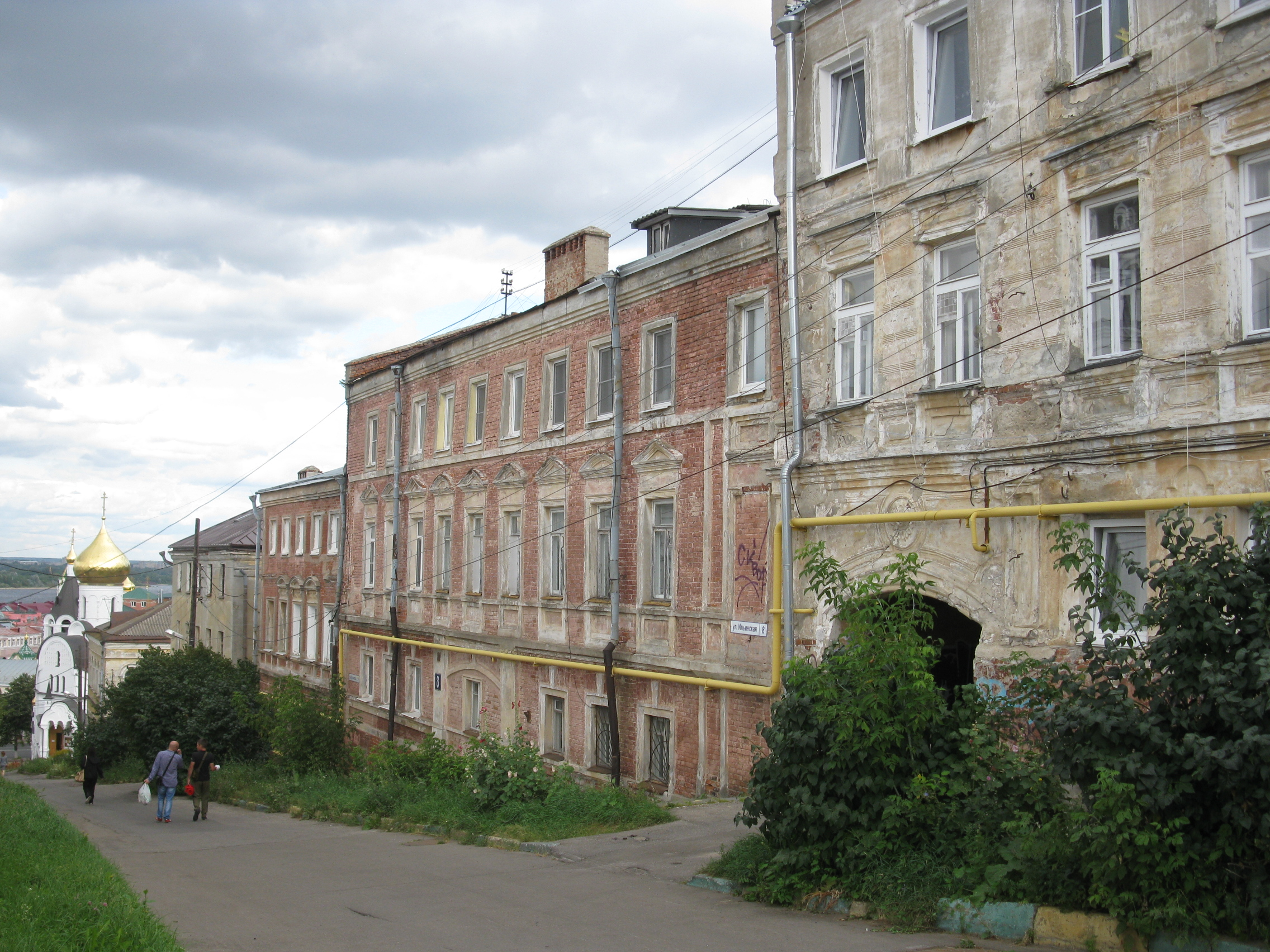
Дом П. В. Вяхирева (Ильинская, 6)